# Widerøefjellet
Widerøefjellet är ett berg i Antarktis. Det ligger i Östantarktis. Norge gör anspråk på området. Toppen på Widerøefjellet är 2 994 meter över havet.
Terrängen runt Widerøefjellet är bergig norrut, men söderut är den kuperad. Widerøefjellet är den högsta punkten i trakten. Trakten är obefolkad. Det finns inga samhällen i närheten. 